# Vincent Mariette
Pour les articles homonymes, voir Mariette.
Vincent Mariette est un réalisateur et scénariste français né le 11 avril 1980.
| Image externe |                               |
|               | Portrait de Vincent Mariette. |

## Biographie
Il étudie à la Femis.

## Filmographie

### Réalisateur
- 2014 : Tristesse Club
- 2018 : Les Fauves

### Scénariste
- 2014 : Tristesse Club
- 2015 : L'Antiquaire de François Margolin